# Нзерекоре (регион)
Нзерекорѐ (на френски: Nzérékoré) е регион в южна Гвинея. Площта му е 37,658 км2, а населението му, по преброяване от март 2014 г., е 1 578 030 души. Граничи със съседните на Гвинея страни Сиера Леоне, Либерия и Кот д'Ивоар. Столицата на региона е град Нзерекоре с население над 220 000 души. Регион Нзерекоре е разделен на 6 префектури – Бейла, Гуекеду, Лола, Масента, Нзерекоре и Йому.
В района Бейла е родена Амелия Кнуване, наричана „Чучулигата на Африка“ – най-добрата изпълнителка на традиционното африканско пеене „туинкитуена“, съпроводено с танци и устна реч. Амелия прекарва живота си основно в Мексико.
Тук умира и испанския изследовател Франциско Мехор, който през 13 – 14 век изследва горното течение на река Мило, до вливането ѝ в Бенуе.